# Skiren
Die Skiren waren ein germanischer Volksstamm im Osten Mitteleuropas.
Der Name „Skiren“ gehört zu den ältesten belegten germanischen Ethnonymen. In den Quellen werden sie nur vereinzelt erwähnt. Tacitus und Ptolemaios berichteten nicht über sie, dafür aber Plinius der Ältere. Mit den Bastarnen zogen große Teile der Skiren um 200 v. Chr. in die Region am Schwarzen Meer. Die Skiren wurden in der folgenden Zeit namentlich nicht erwähnt; erst die spätantike „Veroneser Völkertafel“ verzeichnete sie wieder.
Nachdem sie – wohl im Jahr 381 – vergeblich versucht hatten, in das Römische Reich einzudringen, wurden sie in der Völkerwanderungszeit im 5. Jahrhundert von den Hunnen unterworfen. Nach dem Tod Attilas im Jahr 453 errichtete Edekon ein kurzlebiges Skirenreich im Alföld, das aber bereits im Jahr 469 unterging. Teile der Skiren zogen mit West- und Ostgoten nach Westen, andere traten als Foederaten in römische Dienste. Unter diesen Foederaten war auch ein Sohn Edekons, Odoaker, der nach der Absetzung des letzten weströmischen Kaisers Romulus Augustulus im Jahr 476 von den italischen Foederatentruppen zum König ausgerufen wurde. Die Skiren als intakte gens hatten zu dieser Zeit bereits aufgehört zu existieren.
Die in der älteren Forschung oft als skirische Dynastie (bzw. als Volksgruppe) bezeichneten „Turkilinger“ sind wohl ein historisches Phantom. Sie gehen sehr wahrscheinlich auf ein Missverständnis des Geschichtsschreibers Jordanes zurück, der als einziger davon berichtet und zwar immer in Verbindung mit Odoaker. Da ein anderer Sohn Edekons, Onoulf, in einer Quelle als Sohn eines Thüringers bezeichnet wird, beruht darauf wohl auch der Fehler des Jordanes.
Nur bei Jordanes werden zudem die Angisciri (Angiskiren) erwähnt, über die der Hunnenherrscher Dengizich neben drei anderen Stämmen herrschte. Ihre sonstige Geschichte liegt im Dunkeln. Eventuell wurde ein ungeläufiger Stammesname dem der bekannteren Skiren angeglichen; ihr Name kann als Graslandskiren oder Feldskiren gedeutet werden.